# Hraniční přechod Mosty u Jablunkova – Svrčinovec
Hraniční přechod Mosty u Jablunkova – Svrčinovec (slovensky Hraničný priechod Svrčinovec – Mosty u Jablunkova) je bývalý silniční hraniční přechod na česko-slovenské státní hranici na hraničním úseku I/10 - I/10/2 mezi českou obcí Mosty u Jablunkova (okres Frýdek-Místek, Moravskoslezský kraj) a slovenskou obcí Svrčinovec (okres Čadca, Žilinský kraj). Přechod leží v nadmořské výšce 471 m n. m. na silnici I/11 a Evropské silnici E75; za hranicí pokračuje jako silnice I/11 do Žiliny, ve Svrčinovci je návaznost na slovenskou dálnici D3. Před zrušením byl určen pro motoristy a nákladní dopravu.
Hraniční přechod byl zrušen při vstupu České republiky do Schengenského prostoru v roce 2007. V případě dočasného znovuzavedení ochrany vnitřních hranic je provoz na hraničním přechodu upraven Sdělením Ministerstva vnitra č. 395/2021 Sb.